# 1955 في كولومبيا
فيما يلي قوائم الأحداث التي وقعت خلال عام 1955 في كولومبيا.

## رياضة
- 1 يناير – الدوري الكولومبي لكرة القدم 1955 الفائز إنديبندينتي ميديلين.

## مواليد

### مايو
- 9 مايو – إيرنيستو بايز سياسي كولومبي.
- 12 مايو – إيفان فيلاسكيز غوميز محامي كولومبي.[1]

### يونيو
- 16 يونيو – إيفان ماركيز

### يوليو
- 7 يوليو – أندريس غونزاليس دياز سياسي كولومبي.
- 13 يوليو – بابلو يلشيس درّاج طريق كولومبي.

### نوفمبر
- 1 نوفمبر – جو أرويو مغني كولومبي.[2]

### ديسمبر
- 10 ديسمبر – هوغو ليون فيرير

## وفيات

### أكتوبر
- 17 أكتوبر – إدواردو ريستريبو ساينز (مواليد 1886)